# Molekulski modeli DNK
Molekulski modeli DNK strukture su reprezentacije molekularne geometirje i topologije molekula dezoksiribonukleinske kiseline (DNK) koristeći razna pomoćna sredstva. Njihov cilj je pojednostavljivanje i prikazivanje esencijalnih, fizičkih i hemijskih osobina DNK molekula bilo in vivo ili in vitro. Te reprezentacije obuhvatiaju gusto pakovane sfere (CPK modele) napravljene od plastike, i metalnih žice za 'kostur modela', računarske grafičke proračune i animacije, ili pak umetničke prikaze.
Savršeniji računarski molekularni modeli DNK obuhvataju molekularno dinamičke simulacije kao i kvantno mehaničke proračune vibro-rotacija, delokalizovanih molekulskih orbitala, električnih dipolnih momenata, vodoničnog vezivanja, itd. Modelovanje molekularne dinamike DNK obuhvata simulacije promena molekularne geometrije i topologije DNK tokom vremena kao rezultat intra- i inter- molekularnih interakcija. Dok su fizički modeli (npr. konstrukcije od plastičnih sfera) korisne reprezentacije statičkih DNK struktura, računarsko molekulsko modelovanje omogućava dinamičke simulacije, koje su veoma važne za razumevanje DNK funkcija in vivo.

## Literatura
- Applications of Novel Techniques to Health Foods, Medical and Agricultural Biotechnology.(June 2004) I. C. Baianu, P. R. Lozano, V. I. Prisecaru and H. C. Lin., q-bio/0406047.
- F. Bessel, Untersuchung des Theils der planetarischen Störungen, Berlin Abhandlungen (1824), article 14.
- Sir Lawrence Bragg, FRS. The Crystalline State, A General survey. London: G. Bells and Sons, Ltd., vols. 1 and 2., 1966, 2024 pages.
- Cantor, C. R. and Schimmel, P.R. Biophysical Chemistry, Parts I and II., San Franscisco: W.H. Freeman and Co. 1980. 1,800 pages.
- Voet, D. and J.G. Voet. Biochemistry. 1995. ISBN 978-0-471-58651-7., 2nd Edn., New York, Toronto, Singapore: John Wiley & Sons, Inc. .
- Watson, G. N. A Treatise on the Theory of Bessel Functions. 1995. ISBN 978-0-521-48391-9..,. Cambridge University Press. .
- Watson, James D. Molecular Biology of the Gene. New York and Amsterdam: W.A. Benjamin, Inc. 1965, 494 pages.
- Wentworth, W.E. Physical Chemistry. A short course., Malden ( Mass.): Blackwell Science, Inc. 2000.
- Herbert R. Wilson, FRS. Diffraction of X-rays by proteins, Nucleic Acids and Viruses., London: Edward Arnold (Publishers) Ltd. 1966.
- Kurt Wuthrich. NMR of Proteins and Nucleic Acids., New York, Brisbane,Chicester, Toronto, Singapore: J. Wiley & Sons. 1986, 292 pages.
- Hallin PF, David Ussery D (2004). „CBS Genome Atlas Database: A dynamic storage for bioinformatic results and DNA sequence data”. Bioinformatics. 20 (18): 3682—6. PMID 15256401. doi:10.1093/bioinformatics/bth423.
- Zhang, Chun-Ting; Zhang, Ren; Ou, Hong-Yu (2003). „The Z curve database: A graphic representation of genome sequences”. Bioinformatics. 19 (5): 593—599. PMID 12651717. doi:10.1093/bioinformatics/btg041.

## Spoljašnje veze
- Dvostruki heliks
- Strukturna bioinformatika